# Relations entre le Danemark et la Lituanie
Les relations entre le Danemark et la Lituanie sont amicales.
La Lituanie possède une ambassade à Copenhague et le Danemark dispose d'une ambassade à Vilnius. Les deux pays sont membres de l'Union européenne et de l'OTAN. Les relations bilatérales ont été rétablies le 24 août 1991. Depuis l'indépendance de la Lituanie, le Danemark fournit une morale politique et économique à la Lituanie. Le Danemark a également soutenu la Lituanie pour son entrée à l'Union européenne et à l'OTAN. De 1990 à 2003, le Danemark a versé un milliard de dollars.
En 2006, les exportations danoises vers la Lituanie s'élèvent à 442 millions d'euros. Les importations en provenance de Lituanie s'élèvent à 469 millions d'euros. De nombreuses entreprises danoises ont installé des filiales en Lituanie. Depuis 1991, le Danemark et la Lituanie ont coopéré dans le domaine de la défense militaire. La Lituanie a une coopération de défense avec le Danemark. Les forces armées lituaniennes et danoises travaillent ensemble au Kosovo, en Irak et en Afghanistan.
Le 2 mai 2003, le président lituanien Rolandas Paksas s'est rendu au Danemark. Le 2 mai 2005 et à nouveau le 9 avril 2008, le Premier ministre danois Anders Fogh Rasmussen s'est rendu en Lituanie.